# Žákovec
Žákovec (německy Zakowetz nebo Backor) je osada v katastrálním území Zhoř nad Vltavou města Krásná Hora nad Vltavou v okrese Příbram. Nachází se asi 2,5 km severně od Krásné Hory nad Vltavou, 16 km jihozápadně od Sedlčan a asi 25 km jihovýchodně od Příbrami.
V Žákovci je registrováno devět čísel popisných: 16, 21, 22, 23, 26, 32, 41, 43, 48, a dvě čísla evidenční. Východně prochází silnice II/102, u níž se nachází samota U Kodeta. Jižně protéká bezejmenný potok, na němž se zde nacházejí dva rybníky.